# Svenska Idrottsgalan
Svenska Idrottsgalan är en sedan år 2000 årligen i januari återkommande TV-sänd fest, som äger rum i Globen i Stockholm i närvaro av Sveriges kung eller annan representant från kungafamiljen. Under festen hyllas årets främsta idrottsutövare, och Radiosportens Jerringpris och andra priser delas ut. Några av pristagarna utses av Svenska Idrottsakademin. Idrottsgalan är "den svenska idrottens egen Oscars-gala".
Idén till Idrottsgalan, en årlig tv-sänd gala i Globen med Jerringpriset i centrum samt en Svensk Idrottsakademi, kom från PR- och sponsorexperten Egon Håkanson. Syftet var att hylla hela svensk idrott och dess stjärnor. Den första galan sändes år 2000 och ägdes delvis av Egon Håkanson AB samt Nordic Artist AB. Grundare från idrotten var Arne Ljungqvist och Lennart Karlberg, före detta generalsekreterare på Riksidrottsförbundet.
Åren 2021 och 2022 hölls evenemanget i Annexet i stället för i Globen, eftersom Coronapandemin medförde begränsningar i antalet personer på plats.

## Priser
- Årets manlige idrottare
- Årets kvinnliga idrottare
- Årets lag
- Årets prestation
- Årets nykomling
- Årets nykomling & Lilla Bragdguldet
- Årets ledare
- Årets idrottare med funktionshinder
- Idrottsakademins hederspris
- Radiosportens Jerringpris
- Bragdguldet
- TV-sportens Sportspegelpris
- Svenska spel-stipendiet
- Forskarpriset
- Fair Play-priset

### År för år
2000 * 
2001 * 
2002 *
2003 *
2004 *
2005 *
2006 *
2007 *
2008 *
2009 *
2010 * 
2011 * 
2012 *
2013 *
2014 *
2015 *
2016 *
2017 *
2018 *
2019 *
2020 * 
2021 * 
2022 *
2023 *
2024 *
2025 *